# Stephen Appiah
Stephen Appiah, född 24 december 1980 i Accra, är en ghanansk före detta fotbollsspelare (central mittfältare). Appiah debuterade i Ghanas landslag 1996 och deltog bland annat i VM 2006. Han har spelat största delen av sin karriär i Italien där han representerat bland andra Udinese, Parma och Juventus.
Efter att ha spelat i Fenerbache sedan 2005 fick han inget nytt kontrakt med klubben 2008. Han provtränade sedan med Tottenham och Rubin Kazan utan att få ett permanent kontrakt. Den 1 november 2009 meddelade dock Bologna att man skrivit kontrakt med spelaren.

## Meriter
- Turkisk fotbollsspelare för året (2006)
- Kapten för landslaget
- Bästa ghanansk fotbollsspelare (2005)
- "All star team"" Olympiska spelen 2004